# Франтишек Пражский
Франтишек Пражский (чеш. František Pražský; ок. 1290 — не ранее 1353, скорее всего 1362) — чешский священник и хронист, первый официальный историограф короля Карла IV Люксембургского (1346—1378).

## Жизнь
В 1333—1334 годах — ректор школы на Вышеграде, затем проповедник в храме святого Вита и капеллан пражского епископа Яна из Дражиц.

## Хроника Франтишека Пражского
Хроника Франтишека Пражского — один из наиболее важных источников по истории Чехии XIV века.
В 1341 году епископ Ян предложил Франтишеку продолжить работу хронистов Пражского костёла, прекратившуюся в 1283. Франтишек взял за основу повествования Збраславскую хронику. С 1338 года описывал события самостоятельно. Он намеревался закончить хронику 1342 годом, но после смерти епископа продолжал её до 1353 года. В первой редакции хроники главной фигурой повествования был епископ Ян из Дражиц. Во второй редакции в центр поставлен король Карл IV.
Хроника Франтишека состоит из трёх книг. Повествование начинается там, где остановились продолжатели «Чешской хроники» Козьмы Пражского. Далее история излагается в соответствии со «Збраславской хроникой» Петра Житавского; Франтишек только сократил или дополнил его материал.
Как и другие хронисты его времени, Франтишек описывает только сами исторические события, не анализируя их причин и следствий. Он с одинаковым доверием относится как к документам, так и к слухам. Внимание хрониста сконцентрировано в основном на событиях, связанных с церковью и периодом правления Карла IV (основание им Пражского университета, коронование Карла в Праге и т. д.). Франтишек всячески превозносит короля, обеспечившего людям «золотой век».
Франтишек весьма тенденциозно высказывается по некоторым политическим вопросам, в частности, демонстрирует враждебное отношение к иностранцам, особенно к немцам. Эту особенность его исторической чувствительности принято относить на счёт чешского патриотизма хрониста.
Продолжил Хронику Франтишека Пражского, по поручению Карла IV, каноник Пражского капитула и руководитель строительства храма св. Витта Бенеш Крабице.